# 品貸料
品貸料（しながしりょう）とは、株式の制度。信用取引において売り建てた借株に対し、貸株料とは別に必要となることのある手数料。
一般には逆日歩（ぎゃくひぶ）とも呼ばれる。

## 概要
信用取引の売りは「貸株」により得た株を売り渡して売買代金を預けるため、投資家は貸株料を支払い売方金利を受け取る（ただし、低金利下では売方金利は0%に設定される）。売方が受け取る金利（日歩）に対して、制度信用取引では売り長で株不足になった場合に金利を支払わなくてはならない場合があり、これを品貸料と呼ぶ。証券会社が貸株を調達する一般信用取引での売りには品貸料は発生しない。
証券金融は各営業日に証券会社から求められた融資と貸株を相殺し、売り長（信用売り残高が信用買い残高を上回ること）の場合には不足した株式を機関投資家などから調達する。調達は売買が行われた翌営業日に貸株に対して支払われる額の入札という形で行われる。この額が品貸料である。品貸料は証券会社に請求され、最終的に同銘柄を空売りしていた投資家が負担する。
品貸料は売建てた投資家すべてが支払い、貸株を提供した者および買建てた投資家すべてが受けとる。また証券会社の自己融資による買建てが多い場合などには買建てた株が証券会社に滞り、証券金融会社には行き渡らない。そのため市場では買い残が多いにもかかわらず、証券金融会社では売り残が多くなることが原因で株不足となり、逆日歩が発生することもある。
仕手戦などの投機的な株価形成の際には売り方の買戻しやその期待感から、さらなる株価上昇の足がかりになる場合がある。しかし実際は売り方・買い方の勢力次第であり、連日逆日歩金額の何倍も売り込まれてゆくようなケースもある。また逆日歩目当てに信用買いに回った翌日に現提（現渡し・品渡し）などにより逆日歩が消え、思惑が外されるケースなどもある。大きな率の逆日歩は、株価が乱高下する要因のひとつとなるのでリスクも大きい。このため、「逆日歩に買いなし、逆日歩に売りなし」という格言も生まれている。

## 過去の記録的な逆日歩
- 2006年12月25日　プライムの逆日歩　1株あたり21,000円

終値は40,200円なので、投資金額の52%の利益或いは損失が発生。
発生理由としては高額株主優待を受け取るための、現物買いと信用売りの両建ての大量発生によるもの。
- 2008年8月19日　中央コーポレーションの逆日歩　1株あたり45円

終値は86円なので、投資金額の52%の利益或いは損失が発生。
発生理由としては、直前のアーバンコーポレイションの民事再生法申請を連想した信用売りの大量発生によるもの。（チャートが似ており、同じ不動産関連銘柄であった）
- 2008年11月5日　ダイナシティの逆日歩　1株当たり1000円　終値は49円

ただし、倒産発表後の寄り付きであり、倒産発表前の終値は429円（信用買いできる最後の日）
発表直前に信用買いしていた場合、投資金額の233%の利益が発生。
（ただし、5日の日までに証券会社によっては強制的に売り決済されており、翌日に持ち込せないケースも多い）
5日の日までに買い戻しを行わなかった信用売り方は多大なダメージであった。
- 2012年9月26日　音通の逆日歩　1株あたり18円

終値は15円なので、投資金額の120%の利益或いは損失が発生。
発生理由としては株主優待を受け取るための、現物買いと信用売りの両建ての大量発生によること。加えて低位株のため元々逆日歩が投資金額に対して割合が大きくなりやすいことの重複。
倒産銘柄では、発表後の大幅に下がった株価に対しての高額な逆日歩がつくことは多いが、倒産発表前の株価に対しても高額な逆日歩がつくケースは稀であった。